# Tini (album)

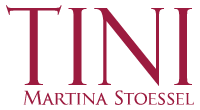
Logo Martin Stoessel

Tini – debiutancki solowy album argentyńskiej piosenkarki Martiny Stoessel, który obejmuje również muzykę z filmu Tini: Nowe życie Violetty. Pierwszy singiel z albumu, "Siempre brillarás", a jego wersja w języku angielskim: "Born to Shine", zostały wydane w dniu 25 marca 2016. Album był dostępny jako pre-order od tej daty. Jednak ostatecznie do sprzedaży trafił przez Hollywood Records w dniu 29 kwietnia 2016.
Album otrzymał złoty certyfikat w Argentynie i sprzedał się w ponad 110 tysięcy egzemplarzy na całym świecie w czasie krótszym niż dwa miesiące.

## Ścieżka dźwiękowa
Płyta 1
| Lp. | Tytuł                    | Wykonawcy        | Czas trwania |
| 1.  | "All You Gotta Do"       | Martina Stoessel | 3:22         |
| 2.  | „Great Escape”           | Martina Stoessel | 4:07         |
| 3.  | „Still Standing”         | Martina Stoessel | 3:20         |
| 4.  | „Got Me Started”         | Martina Stoessel | 3:31         |
| 5.  | „My Stupid Heart”        | Martina Stoessel | 3:38         |
| 6.  | „Don't Cry for Me”       | Martina Stoessel | 4:02         |
| 7.  | „Finders Keepers”        | Martina Stoessel | 3:12         |
| 8.  | „Handwritten”            | Martina Stoessel | 3:55         |
| 9.  | „Sólo dime tu”           | Martina Stoessel | 3:22         |
| 10. | "Sigo adelante"          | Martina Stoessel | 3:20         |
| 11. | "Si tú te vas"           | Martina Stoessel | 3:38         |
| 12. | "Lo que tu alma escribe" | Martina Stoessel | 3:55         |

Płyta 2
| Lp. | Tytuł                                   | Wykonawcy                       | Czas trwania |
| 1.  | „Siempre brillarás”                     | Martina Stoessel                | 3:00         |
| 2.  | „Se escapa tu amor”                     | Martina Stoessel                | 3:40         |
| 3.  | „Yo te amo a ti”                        | Martina Stoessel i Jorge Blanco | 3:39         |
| 4.  | „Confía en mí”                          | Martina Stoessel                | 2:28         |
| 5.  | „Born to Shine”                         | Martina Stoessel                | 3:00         |
| 6.  | „I Want You”                            | Martina Stoessel i Jorge Blanco | 3:39         |
| 7.  | „Light Your Heart”                      | Jorge Blanco                    | 3:33         |
| 8.  | „Losing the Love”                       | Martina Stoessel                | 3:41         |
| 9.  | „Siempre brillarás” (wersja akustyczna) | Martina Stoessel                | 1:34         |

## Notowania i certyfikacje

### Notowania tygodniowe
| Lista (2016)                | Najwyższa pozycja |
| --------------------------- | ----------------- |
| Argentyna (CAPIF)           | 1                 |
| Austria (Ö3 Austria)        | 3                 |
| Belgia (Ultratop Walonia)   | 25                |
| Holandia (MegaCharts)       | 44                |
| Francja (SNEP)              | 13                |
| Hiszpania (PROMUSICAE)      | 12                |
| Niemcy (Offizielle Top 100) | 6                 |
| Polska (OLiS)               | 9                 |
| Portugalia (AFP)            | 21                |
| Węgry (MAHASZ)              | 11                |
| Włochy (FIMI)               | 1                 |

### Certyfikaty
| Państwo                | Status      |
| ---------------------- | ----------- |
| Argentyna (CAPIF)      | złota płyta |
| Austria (IFPI Austria) | złota płyta |
| Poland (ZPAV)          | złota płyta |